# Gajevi
Gajevi är en ort i Bosnien och Hercegovina.   Den ligger i distriktet Brčko, i den nordöstra delen av landet, 110 km norr om huvudstaden Sarajevo. Gajevi ligger 170 meter över havet och antalet invånare är 196.
Terrängen runt Gajevi är platt norrut, men söderut är den kuperad. Terrängen runt Gajevi sluttar norrut.Runt Gajevi är det ganska tätbefolkat, med 93 invånare per kvadratkilometer.. Närmaste större samhälle är Brčko, 14,9 km nordost om Gajevi. 
Omgivningarna runt Gajevi är en mosaik av jordbruksmark och naturlig växtlighet.